# Malcoa-de-bico-vermelho
O malcoa-de-bico-vermelho (Zanclostomus javanicus) é uma espécie de ave da família dos cuculídeos nativa do sudeste asiático. É monotípico dentro do gênero Zanclostomus. Apesar de se assimilar razoavelmente em sua aparência com os chincoãs e almas-de-gato do Novo Mundo, essa espécie e classificada no grupo das malcoas.
Seu habitat natural são florestas secas tropicais e subtropicais. Pode ser encontrado em Brunei, Indonésia, Malásia, Birmânia, Cingapura e Tailândia. Embora sua população ainda não tenha sido quantificada, é considerada incomum ou rara, embora se acredite que seu número permaneça estável.